# Holly Hagan
Holly Victoria Hagan (07 de julho de 1992) é uma personalidade de televisão, modelo e escritora, Inglesa de Thornaby-on-Tees. Mais conhecida por fazer parte do famoso reality show Geordie Shore, da MTV.

## Vida pessoal
Por três anos, quando Hagan ainda era uma criança, ela e seus pais viviam em uma casa de conselho em Grove Hill, um conjunto habitacional em Middlesbrough. Ela foi matriculada pela mãe em uma creche privada. Quando Hagan tinha três anos, a casa de conselho em que vivia foi assaltada durante a noite. Algum tempo depois, sua mãe testemunhou três pessoas dentro de um veículo em chamas, e fez planos de se mudar para outro lugar no dia seguinte. Em última análise, a família mudou-se para Thornaby-on-Tees, e com quatro anos de idade, Hagan foi inscrito na St Joseph's RC primary.
Antes do Geordie Shore, Holly trabalhou para HM Revenue and Customs e nas vendas em um call center do Santander, na esperança de lançar uma carreira como modelo. Após pedir, e garantir um lugar no show ela finalmente deixou o emprego.

## Modelagem
Holly tem destaque em muitas revistas masculinas, incluindo a Nuts com uma sessão de fotos com a colega de elenco Vicky Pattison. Ela também apareceu na capa das revistas inglesas FHM e Loaded. Em julho de 2012 ela posou nua para a revista Nuts. Esta foi a sua primeira sessão de fotos nua. Em agosto de 2012 Hagan apareceu nua em uma sessão de fotos para a revista OK! e na Heat mostrando sua perda de peso.

## Carreira

### Geordie Shore
Primeira restrição: 2011-2016
Hagan fez sua primeira aparição no reality show da MTV, Geordie Shore, no primeiro episódio da série 1, fazendo dela uma das integrantes do elenco original, em seu tempo no show, ela embarcou em relacionamentos com outros membros do elenco, como James Tindale e Kyle Christie. Depois de fazer 111 aparições, Hagan deixou o show no final da Série 13, que foi ao ar em 20 de dezembro de 2016.
Segunda restrição: 2018-2019
Hagan retorna à costa de Geordie na série 17 quando eles partem para a Austrália. Após as partidas de Marnie Simpson, Aaron Chalmers, ambos decidiram deixar o show para se concentrar em seus relacionamentos. E Snowdon, que foi demitido após a décima sexta série.

### Outros trabalhos
Em 2014, Hagan lançou uma versão remix da música Milkshake.
Em abril de 2016, Holly e seu ex-namorado, Kyle Christie co-estrelaram um novo reality chamado Rally do Amor da MTV.
Ela também lançou uma autobiografia intitulada ""Holly Hagan: Not quite a Geordie book."

## Discografia
- 2012: "VIP, Who Cares!"
- 2014: "Milkshake"